# Гайан
Гайан (лат. Gaianus) — римский государственный деятель второй половины IV века.
Происходили из финикийского города Тир. Гайан занимался адвокатской практикой, а до 362 года находился на посту асессора официала в Антиохии. В 362—363 годах он занимал должность консуляра Финикии. Больше о нём ничего неизвестно.